# Tweede Delisch-Attische Zeebond
De Tweede Delisch-Attische Zeebond, die aanvankelijk tegen Sparta was gericht, werd in 378 v.Chr. gesticht. Deze was minder uitgebreid dan de eerste Delische Bond en gaf meer rechten aan de bondgenoten van Athene. In de Bondgenotenoorlog van 357-355 v.Chr. verloor de bond zijn betekenis door de afvalligheid van de voornaamste bondgenoten. In 338 v.Chr., na de slag bij Chaironeia, werd de bond uiteindelijk opgeheven.

## Verder lezen
- J. Cargill, The Second Athenian League: Empire of Free Alliance?, Berkeley, 1981. ISBN 0520040694